# Lalla Hanila bint Mamoun
Lalla Hanila bint Mamoun était la première épouse de Mohammed V du Maroc, qui a régné de 1927 à 1961. Lalla Hanila est la mère de la princesse Lalla Fatima Zohra.

## Biographie
Lalla Hanila est la fille du prince Moulay Mohammed el-Mamoun,, fils du sultan Moulay Hassan Ier et de son épouse Lalla Kenza al-Daouia. L'identité de sa mère ne fut pas retenu par la postérité. Elle épousa son cousin, le futur Mohammed V, avant qu'il ne monte sur le trône en 1927. Le couple divorça juste après la naissance de leur fille la princesse Lalla Fatima Zahra. En 1928, Il épousa sa seconde épouse Lalla Abla bint Tahar.